# Misato Katsuragi
Misato Katsuragi (葛城 ミサト?, Katsuragi Misato) è un personaggio della serie televisiva anime Neon Genesis Evangelion, prodotta dallo studio Gainax e diretta da Hideaki Anno, e dell'omonimo manga di Yoshiyuki Sadamoto. Nel doppiaggio originale è interpretata da Kotono Mitsuishi. Nell'adattamento italiano il suo ruolo è stato affidato, a seconda dell'edizione e della comparsa, a Stella Musy, Francesca Guadagno, Rachele Paolelli e Domitilla D'Amico. Il personaggio è comparso in numerose opere tratte della serie animata, in alcuni manga spin-off, videogiochi, visual novel, nell'ONA Petit Eva - Evangelion@School e nella tetralogia cinematografica Rebuild of Evangelion.
Misato nella serie originale è la responsabile del reparto operativo dell'agenzia speciale Nerv, e pertanto incaricata di dirigere ed elaborare strategie belliche tali da sconfiggere dei misteriosi esseri chiamati angeli. A causa di una serie di traumi emotivi infantili ha sviluppato un carattere frivolo ed esuberante, ostentando un atteggiamento estroverso e conducendo uno stile di vita sciatto e disordinato.
Il personaggio ha goduto di una vasta popolarità tra il pubblico e gli appassionati di animazione, figurando così in cima a dei sondaggi di popolarità e ottenendo dei riconoscimenti. Alcuni critici ne hanno biasimato la personalità istrionica e i toni sessuali con il suo sottoposto, il quattordicenne Shinji Ikari; altri invece ne hanno apprezzato la spontaneità, la tenacia e l'affettuosità.

## Creazione e sviluppo
Inizialmente Hideaki Anno propose di inserire una protagonista femminile per Neon Genesis Evangelion, una ragazza simile ad Asuka Sōryū Langley; la giovane avrebbe dovuto essere accompagnata da una donna soldato, una specie di "sorella maggiore" simile al personaggio di Kōichirō Ōta di Punta al Top! GunBuster. Sotto richiesta di Yoshiyuki Sadamoto, character designer della serie, lo scenario iniziale venne modificato e il protagonista diventò un maschio, Shinji Ikari; alcune idee per la sorella maggiore confluirono invece in quello che sarebbe diventato il personaggio di Misato. Come per altri personaggi di Evangelion per il suo nome il regista si ispirò a una nave della Marina imperiale giapponese, la Katsuragi, e a Misato Izumi, un personaggio femminile del manga Aitsu di Minako Narita. Per delinearne la personalità si ispirò a Usagi Tsukino, protagonista quattordicenne della serie Pretty Guardian Sailor Moon, pensando a Misato come a una Usagi più adulta. Sadamoto di conseguenza la disegnò prendendo spunto dal character design di Usagi, riprendendone la capigliatura. Le analogie estetiche dei personaggi furono enfatizzate dalla scelta della doppiatrice, Kotono Mitsuishi, interprete originale di entrambi i ruoli; alcuni membri del personale, come Jun'ichi Satō, avevano già lavorato per la versione animata di Sailor Moon. Per la sua fisionomia gli autori si ispirarono inoltre a Fujiko Mine dell'anime Lupin III e alla scrittrice giapponese Aya Sugimoto.
Sadamoto cercò di darle il ruolo della classica "ragazza della porta accanto" al fianco del protagonista maschile della vicenda; nel progetto originale fu pensata come una donna con il senso della moda che cambia continuamente il proprio abbigliamento, apparentemente inadatta alla vita militare, emotiva, testarda e frivola, capace, se costretta dagli eventi, di andare a letto con tutti gli uomini della Nerv. L'artista decise di conferirle l'aspetto di una motociclista, ispirandosi ai vestiti indossati dai corridori. Da appassionato di automobilismo riversò la sua passione nel personaggio, rappresentandola come un'estimatrice di vetture sportive. Sua fu l'idea di dotarla di una Renault Alpine A310 modificata, disegnata da Ikuto Yamashita, mecha designer della serie, in omaggio al primo episodio di Lupin III, in cui compare una Renault Alpine A110; nella settima puntata invece si decise di far pilotare alla donna una Ferrari 328 GTS di colore rosso, nel Rebuild una Mazda Cosmo Sport 110.

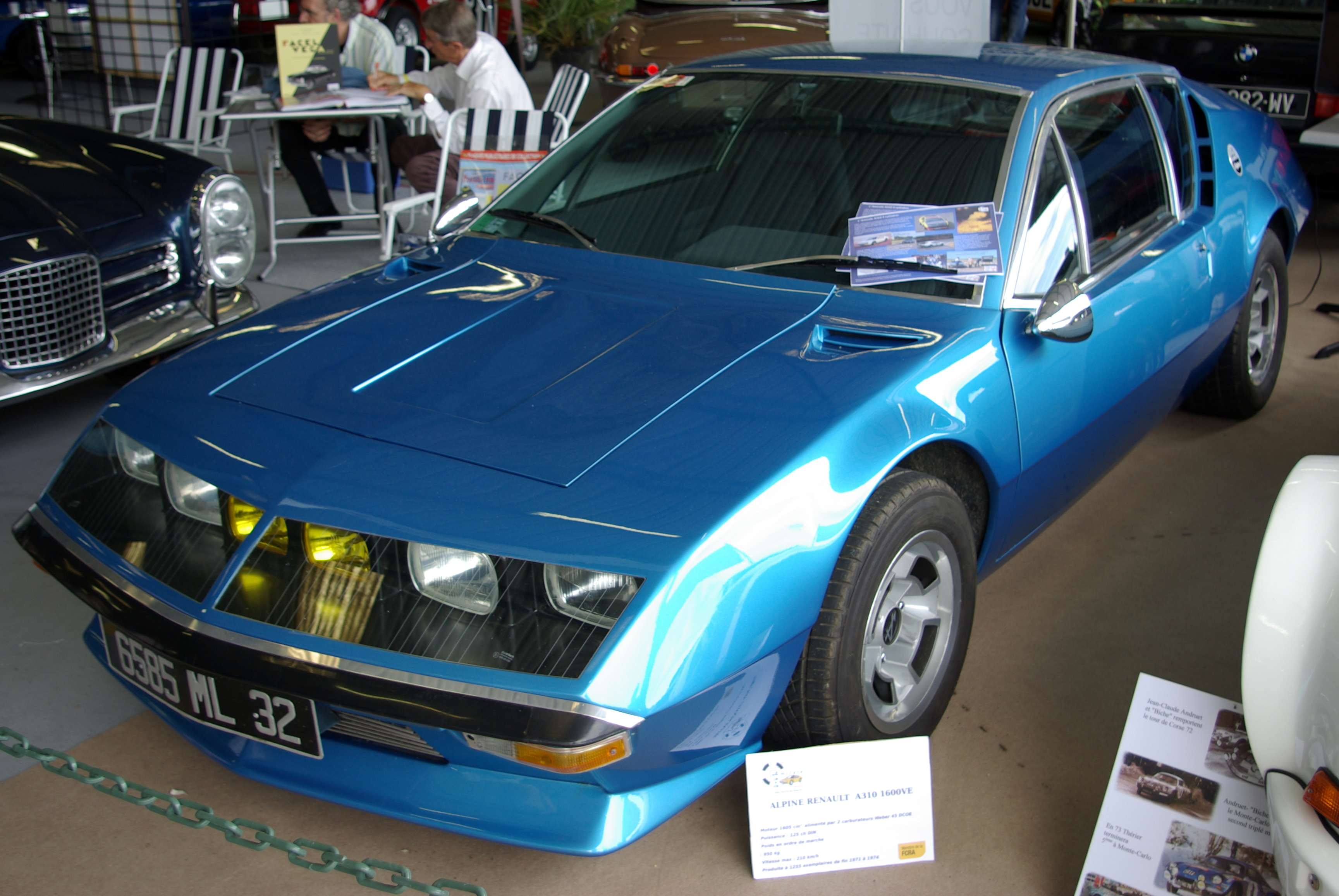
Una Renault Alpine A310, il modello d'automobile guidata da Misato

Il regista durante la produzione della serie lesse dei romanzi rosa scritti da donne per rendere la caratterizzazione di Misato più realistica, così da «comprendere meglio i loro sentimenti». Egli si basò sulla propria personalità, così come con tutti i personaggi della serie. Secondo alcune indiscrezioni, inoltre, per il suo carattere si sarebbe basato su Noriko Hidaka, doppiatrice di Jean di Nadia - Il mistero della pietra azzurra e suo primo grande amore. Il regista secondo le voci di corridoio si sarebbe dichiarato alla doppiatrice poco dopo la conclusione di Nadia, che però lo rifiutò dicendogli di non volersi legare a una persona che lavora nel campo dell'animazione; Anno comunque le avrebbe detto di guardare la sua opera seguente prima di decidere definitivamente, concependo Evangelion come una sorta di lettera d'amore a Noriko. Lui stesso fu preso a modello per rendere più verosimilmente alcuni dettagli della vita privata del personaggio. Nel primo episodio della serie, ad esempio, fu inserito un messaggio scritto da Misato su una fotografia personalmente vergato dal regista, famoso per avere una grafia morbida e tipicamente femminile. Un espediente simile venne usato per disegnare la stanza della donna, una riproduzione del suo appartamento. Anno inoltre durante la produzione della serie dichiarò di non sapere che cosa sarebbe successo poi a Misato o agli altri personaggi:
(Hideaki Anno nel 1995, poco prima della messa in onda)
Nei primi episodi vennero aggiunte alcune scene di fanservice incentrate sul personaggio, sfruttando in particolare il cosiddetto Gainax bounce, un espediente consistente nel far sobbalzare i seni dei personaggi femminil, già usato in Daicon IV e altre opere precedenti della Gainax. Alla fine di quasi tutte le anticipazioni dopo i titoli di coda degli episodi, inoltre, gli autori inserirono la voce di Misato che urla «Service, service!» (lett. "servizio, servizio!", resa nel doppiaggio italiano come «L'emozione continua» o «Omaggi, omaggi!») o espressioni equivalenti, promettendo ironicamente ancora più fanservice al pubblico otaku. Nella seconda metà della serie però, caratterizzata da contenuti più adulti e violenti rispetto alla prima, l'espressione "Service, service!" venne tolta dalle anticipazioni e il fanservice eliminato. Negli stessi episodi il regista scelse di inserire alcune scene di sesso, rompendo un tabù della televisione giapponese, nonostante Evangelion venisse trasmesso su TV Tokyo in fascia oraria protetta. Con l'idea di voler mostrare al pubblico, e più in particolare ai bambini, che il sesso e la violenza «sono parte integrante della vita umana», Anno cercò di mostrarli in tutta la loro crudezza, come un «veleno con cui farli diventare immuni alla malattia».
Nella ventesima puntata introdusse una sequenza implicita con un lungo fuoricampo di Misato che emette versi di piacere e discute mentre va a letto con l'amante Ryōji Kaji. Le esatte parole del personaggio furono lasciate alla sensibilità della Mitsuishi, mentre il copione aveva solo una indicazione scritta dal regista in persona che recitava: «Mitsuishi, grazie infinite per la collaborazione». Per il finale della serie decise invece di far perire il personaggio in uno scontro armato e inserì una scena in cui si intravede per qualche secondo il suo cadavere coperto di sangue; a causa di limiti di tempo però la trama e l'intreccio principale della serie furono abbandonati e il copione della puntata scritto ex novo in poco tempo. La scena del cadavere fu poi ripresa, nel 1997, per il lungometraggio Neon Genesis Evangelion: The End of Evangelion, concepito come rifacimento del finale della serie classica. Il regista, pur subendo delle critiche, si difese dicendo: «Voglio che i bambini sappiano che nel mondo reale ci sono cose spaventose. Al giorno d'oggi queste cose sono tenute lontane dai bambini, anche in televisione. Quando ero piccolo c'erano tante cose orribili attorno a me. [...] E anche gli adulti erano spaventati, perché ero circondato da persone che avevano sperimentato gli orrori della guerra».

### Doppiaggio

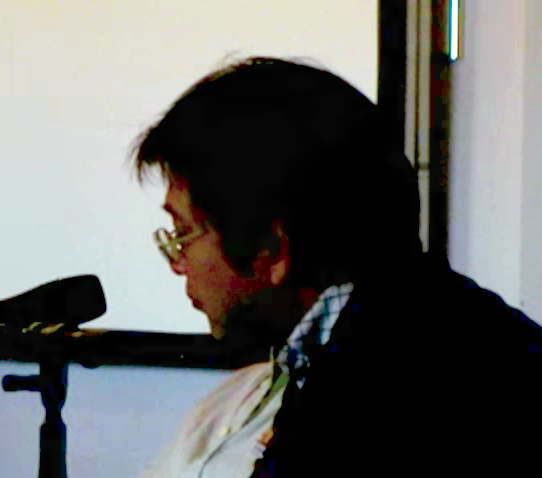
Yoshiyuki Sadamoto, character designer di Neon Genesis Evangelion

Nel doppiaggio giapponese Misato è interpretata dalla seiyuu Kotono Mitsuishi. Come altri doppiatori di Neon Genesis Evangelion Mitsuishi venne scelta da Hideaki Anno per la sua personalità, simile a quella del personaggio, durante una cena. Per tracciare un'ulteriore analogia fra la voce e Misato gli autori decisero di far coincidere i compleanni e il gruppo sanguigno delle due donne. La Mitsuishi trovò piacevole e difficoltoso il ruolo assegnatole, «perché Misato non è la tipa che parla facilmente dei propri veri sentimenti». Lei stessa dichiarò: «Durante le scene in cui si apriva e parlava col cuore anch'io diventavo un po' troppo emotiva. [...] Le mani mi tremavano e dovevo far ricorso a tutta la mia volontà per non fare rumore accartocciando il copione che stavo tenendo in mano». Lei stessa pianse leggendo la sceneggiatura del penultimo episodio, assieme al supervisore del manga di Sadamoto. Per l'ultima scena del personaggio, in cui Misato dice addio a Shinji conducendolo in un ascensore nella pellicola The End of Evangelion, Mitsuishi ricevette l'approvazione del personale già alla prima incisione.
La doppiatrice riprese il ruolo anche per il videogioco Shin seiki Evangelion - Kōtetsu no girlfriend 2nd e la tetralogia cinematografica Rebuild of Evangelion, prodotta dopo dieci anni dalla conclusione della serie classica. Durante la registrazione del primo capitolo, Evangelion: 1.0 You Are (Not) Alone, le chiesero di sforzare la voce per sembrare più giovane, data la distanza di tempo trascorsa fra le opere. Per il terzo capitolo della saga, Evangelion: 3.0 You Can (Not) Redo, ambientato quattordici anni dopo il primo, Hideaki Anno le chiese invece di recitare con naturalezza. L'unica direttiva specifica che le diedero fu quella di essere il più fredda possibile. Lavorando a You Can (Not) Redo chiese alla produzione che cosa fosse successo a Misato, ma nessuno le diede spiegazioni; ella ipotizzò che le fosse dunque accaduto qualcosa di terribile e lesse le proprie battute come se tutto fosse colpa di Shinji. Nel capitolo conclusivo della saga, Evangelion: 3.0+1.0 Thrice Upon a Time, Anno, riprendendo le tecniche del teatro, fece in modo che anche nel caso di Misato la telecamera non puntasse sul personaggio o sul suo viso nelle scene particolarmente pesanti, in modo che l'interpretazione di Mituishi non fosse influenzata dal labiale. Mentre l'attrice si preparava per l'ultima scena del personaggio pianse di nuovo alla vista della sceneggiatura, così tanto da non riuscire a continuare.
Nell'adattamento italiano il suo ruolo è stato affidato a diverse doppiatrici. Nella serie animata originale, in Neon Genesis Evangelion: The Feature Film e nei primi due capitoli di Rebuild of Evangelion è interpretata da Stella Musy. Nel primo doppiaggio di Neon Genesis Evangelion: Death & Rebirth e Neon Genesis Evangelion: The End of Evangelion è doppiata da Francesca Guadagno, da Rachele Paolelli in Evangelion: 3.0 You Can (Not) Redo e da Domitilla D'Amico nel ridoppiaggio di Netflix. Anche in lingua spagnola è doppiata da diverse interpreti; nella versione latinoamericana è interpretata da Toni Rodriguez, da Marisol Romero in un successivo doppiaggio e da Carmen Calvell nelle varie pellicole cinematografiche ispirate alla serie originale. Nell'adattamento nordamericano è doppiata da Allison Keith. In lingua francese è interpretata da Laurence Breheret e da Julia Kaufmanm nell'adattamento tedesco. Per l'uscita internazionale di Netflix è stata ridoppiata da Carrie Keranen in inglese, Olga Velasco in spagnolo e Anna Amalie Blomeyer in tedesco.

## Biografia

Misato sulla copertina del secondo VHS della versione italiana della serie

Misato Katsuragi nasce l'8 dicembre 1986. All'età di tredici anni segue il padre, il dottor Katsuragi, in una spedizione di ricerca scientifica al polo sud. Il 13 settembre del 2000 nel continente antartico si verifica una calamità naturale nota come Second Impact; tutti i membri della spedizione, compreso il dottor Katsuragi, periscono nell'incidente. Misato, unica superstite, viene tratta in salvo dal genitore in una capsula di salvataggio, scampando così al disastro. Il padre poco prima di morire le dona un pendente a forma di croce greca. L'avvenimento le causa un trauma emotivo, che la fa cadere in uno stato di afasia psicogena. Per prevenire il pericolo di una fuga d'informazioni sul Second Impact viene detenuta in una nave di ricerca per almeno due anni.
A cinque anni di distanza dalla catastrofe Misato guarisce ed entra all'università della città di Neo Tokyo-2, dove conosce la studentessa Ritsuko Akagi. Nello stesso periodo incontra Ryōji Kaji, con il quale stringe una relazione sentimentale. Dopo due anni, però, i due amanti si lasciano. Nel 2009, conclusi gli studi universitari, Misato entra nella divisione tedesca in un centro di ricerca chiamato Gehirn e incontra Asuka Sōryū Langley, pilota assegnato al comando dell'Eva-02. Successivamente viene trasferita presso l'agenzia speciale Nerv e torna in Giappone, dove assume il ruolo di capitano nel reparto operativo dell'organizzazione. In qualità di capitano è incaricata di elaborare e di attuare strategie belliche volte a contrastare dei nemici chiamati angeli. Nel 2015 preleva Shinji Ikari, pilota assegnato al comando dell'Eva-01, scortandolo sino al quartier generale della Nerv nella città di Neo Tokyo-3. Dopo poco tempo la donna diventa la sua tutrice legale, ospitandolo nel proprio appartamento assieme al pinguino Pen-Pen, suo animale domestico.
Durante un viaggio sulla flotta navale delle Nazioni Unite la donna incontra nuovamente Kaji e Asuka. Poco dopo prende in custodia Asuka, che ospita a casa sua, e grazie al suo contributo vengono distrutti altri angeli. Dopo altre operazioni belliche e l'annientamento di ulteriori nemici, inoltre, viene promossa e il suo grado passa da capitano a maggiore del reparto bellico della Nerv. Con il progredire degli eventi però Misato inizia a insospettirsi su Ryōji, che scopre essere una spia del governo giapponese. Grazie all'uomo la donna scopre che nella zona più profonda del quartier generale della Nerv, il Terminal Dogma, è custodito un gigantesco essere antropomorfo, che Kaji identifica con il primo angelo, Adam, responsabile del Second Impact. La donna, scossa dalla scoperta, inizia a provare dubbi sui reali intenti della Nerv e sull'amica Ritsuko Akagi, direttore del reparto tecnologico dell'organizzazione. Qualche tempo dopo Kaji muore; Misato dopo la sua morte comincia a cercare con insistenza la verità sul Second Impact e su un piano noto come Progetto per il perfezionamento dell'uomo. Grazie all'aiuto di Makoto Hyuga, suo subordinato, riesce a raccogliere informazioni segrete sugli intenti del Progetto per il perfezionamento. Il giorno in cui scopre la verità un'organizzazione segreta chiamata Seele ordina di requisire il quartier generale della Nerv, preso d'assalto dalle truppe delle Forze strategiche di autodifesa giapponesi. Durante l'attacco Misato cerca di mettere Shinji in salvo e di convincerlo ad andare sul campo di battaglia, ma viene ferita mortalmente e muore prima di poter assistere all'avvio del Perfezionamento.

## Personalità
(Kotono Mitsuishi, interprete di Misato nel doppiaggio originale)
Misato indossa diverse maschere sociali e ha una doppia personalità; l'una da ragazza vivace e superficiale, e l'altra da donna risoluta, testarda e professionale. Si presenta come una donna dal carattere allegro, ottimista, esuberante e frivolo. Nella vita privata è sciatta e disordinata, tanto da lasciare sempre il proprio appartamento caotico, disorganizzato, pieno di lattine di birra e di riviste di automobilismo. In ambito lavorativo, invece, dà prova di serietà, dimostrando sangue freddo. La sua affettuosa personalità le fa talvolta dare la precedenza ai sentimenti umani piuttosto che al suo dovere di impiegata della Nerv, e la sua posizione lavorativa suscita in lei conflitti e la porta a dover fare delle scelte difficili. Malgrado il suo carattere aperto e spontaneo, infatti, nasconde i propri veri sentimenti; la doppiatrice Mitsuishi l'ha descritta come una donna insicura e sola, che cerca di nascondere «l'oscurità e la solitudine che serba nel profondo del proprio cuore». Hideaki Anno ha voluto dipingerla come un'eterna adolescente che, nonostante i traumi infantili e un vissuto difficile, incomincia un processo di analisi interiore tramite il quale riesce a costruire una propria realtà psicologicamente accettabile, in cui le paure del passato coesistono e convivono con la quotidianità. Secondo lo stesso regista, inoltre, la psicologia di Misato porterebbe le persone mentalmente infantili a identificarsi nel personaggio.
Ai tempi dell'università la donna intraprende una storia d'amore con Kaji, arrivando a trascorrere un'intera settimana a letto con lui saltando i corsi; qualche tempo dopo però i due amanti si lasciano. Nel 2015 Katsuragi incontra l'amante sul posto di lavoro, cercando di evitarlo. In una scena del nono episodio di Evangelion Kaji la bacia in ascensore, e, pur dicendogli di smetterla, la donna non fa niente per fermarlo. Il suo comportamento, come sottolineato dallo stesso Ryōji, denota un atteggiamento contraddittorio. Con il tempo i due amanti si riavvicinano e stringono nuovamente una relazione sentimentale.
Anche il suo rapporto con la dottoressa Ritsuko Akagi, sua vecchia amica dal carattere diametralmente opposto, è complicato; Misato trae beneficio dalla razionalità di Ritsuko, che a sua volta apprezza l'atteggiamento ottimista della compagna. A differenza dell'amica, Katsuragi, naturalmente dotata di una certa sensibilità emotiva, prova un sentimento di compassione nei confronti di Shinji e degli altri piloti. Con la sua coinquilina, Asuka Sōryū Langley, si confronta poche volte nel corso della serie e mantiene una certa distanza emotiva; entrambe le donne condividono un difficile trascorso familiare, amano Kaji e ostentano un carattere ribelle, che però, invece di unirle, le separa.
Nei confronti di Shinji adotta un atteggiamento simile a quello di una sorella maggiore, cercando di occuparsi dei problemi che lo affliggono in modo franco e sereno. Quando il giovane arriva al quartier generale della Nerv Misato scorge subito l'effettiva potenzialità di Shinji di pilota, considerazione egoistica che provoca in lei poi un forte senso di colpa. Non accettando il fatto che Shinji debba vivere da solo, inoltre, lo prende in custodia e lo ospita a casa sua, esprimendo un certo istinto materno. Per ridurre la distanza emotiva che li separa Misato dissimula la propria preoccupazione e assume un atteggiamento eccessivamente spensierato, nel tentativo di incoraggiare il ragazzo e di trasmettere in lui del calore familiare. Con il crescere del grado di intimità del loro rapporto Misato estremizza il suo atteggiamento, mostrandosi al coinquilino nelle vesti di una rozza zitella dai modi grezzi e suscitando la frustrazione di Shinji. Dopo l'iniziale imbarazzo, però, il giovane comprende le vere ragioni della donna, che mostra il suo lato più indifeso e rozzo perché si fida di lui e lo considera un membro della sua famiglia. Con il tempo la distanza emotiva che li separa diminuisce. Nel dodicesimo episodio la donna rivela al giovane l'amaro rapporto avuto con il padre e le ragioni che l'hanno spinta a entrare alla Nerv, identificandosi nel sottoposto e nel suo rapporto con il padre Gendō. Tra i due coinquilini si instaura un rapporto di stima reciproca e la donna sviluppa un certo attaccamento nei riguardi di Shinji, riuscendo ad alleviare il suo senso di solitudine.

### Versioni alternative
In una scena dell'ultimo episodio della serie animata viene presentato un universo parallelo con una storia differente rispetto a tutte le puntate precedenti; nella realtà alternativa Misato viene presentata nelle vesti di insegnante della classe di Asuka e Shinji. Non essendo avvenuto il Second Impact, inoltre, non sembra aver passato un trauma infantile familiare o essere stata al polo sud. Una versione simile è presentata in alcuni spin-off di Neon Genesis Evangelion, come Evangelion Iron Maiden e Neon Genesis Evangelion The Shinji Ikari Raising Project, ambientati nella realtà alternativa dell'ultimo episodio, Evangelion: Cronache degli angeli caduti e l'ONA Petit Eva - Evangelion@School, parodia della serie animata originale. In Petit Eva insegna letteratura giapponese e vive da sola, non svolgendo dunque il ruolo di coinquilina di Shinji. Anche in The Shinji Ikari Raising Project il padre di Misato sembra essere coinvolto in alcune ricerche sull'evoluzione artificiale.
Ulteriori differenze nella storia e nella caratterizzazione del personaggio figurano nella tetralogia cinematografica Rebuild of Evangelion. Durante la produzione Anno volle assegnarle il ruolo di coprotagonista del Rebuild, accanto a Shinji, mutandone la personalità. Il lungometraggio Evangelion: 1.0 You Are (Not) Alone segue quasi pari passo i primi sei episodi di Evangelion; Misato, come nel quarto episodio della serie classica, dopo la battaglia contro l'angelo Shamshel rimprovera Shinji durante un colloquio privato, ma quando si separa dal ragazzo, in preda alla frustrazione, si schiaffeggia da sola. Nel Rebuild è inoltre cosciente della presenza del secondo angelo Lilith nel quartier generale della Nerv e ne rivela l'esistenza a Shinji poco prima della battaglia contro l'angelo Ramiel. Prima dell'Operazione Yashima Shinji le chiede il motivo per cui sia stato scelto proprio lui come pilota. Misato, tenendolo per mano, gli risponde che «non c'è un motivo particolare» e che «è stato il destino» a volere che fosse lui; Katsuragi, così, gli dà una valida ragione per cui continuare a pilotare e combattere per la salvezza del genere umano. Nel secondo capitolo della saga, Evangelion: 2.0 You Can (Not) Advance, Misato appare meno cauta e riservata della sua controparte originale; nel corso del lungometraggio spinge Shinji ad avvicinarsi a suo padre Gendō e inizia a parlare con serietà dei propri sentimenti con Asuka. A fine pellicola, durante la battaglia contro il decimo angelo, incoraggia Shinji a salvare Rei Ayanami in pericolo, pur consapevole dei rischi del tentativo.
Nel capitolo seguente, Evangelion: 3.0 You Can (Not) Redo, ambientato a distanza di quattordici anni dal precedente, svolge il ruolo di capo di un'organizzazione chiamata Wille, nata per distruggere la Nerv, nonché di capitano di una nave volante chiamata AAA Wunder. Ella mantiene un atteggiamento freddo nei confronti di Shinji, nel tentativo di non farlo avvicinare di nuovo a suo padre e non fargli pilotare mai più un'unità Evangelion. Nel lungometraggio conclusivo della saga, Evangelion: 3.0+1.0 Thrice Upon a Time, Misato si dirige assieme all'equipaggio della Wunder in Antartide, epicentro del Second Impact, per tentrare di neutralizzare una unità chiamata Eva-13. Qui Shinji chiede a Misato di pilotare l'Eva-01 per fermare l'antagonista della storia, il comandante Ikari; un membro della Wille, Sakura Suzuhara, tenta di sparare al ragazzo, ma Misato lo copre prendendo il colpo al posto suo. La donna si riconcilia con il sottoposto, e, rimasta a bordo della AAA Wunder da sola, si sacrifica per poter fermare i piani di Gendō. Nel corso della storia inoltre si scopre che il suo compagno Kaji è deceduto per fermare il Third Impact, e nello stacco temporale fra 2.0 e 3.0 ha partorito loro figlio, anche lui chiamato Kaji; il piccolo Kaji è però cresciuto senza conoscere la madre per volontà della stessa Misato, non sentendosi in grado di fargli da genitore.

## Psicologia
(Kunihiko Ikuhara e Hideaki Anno)

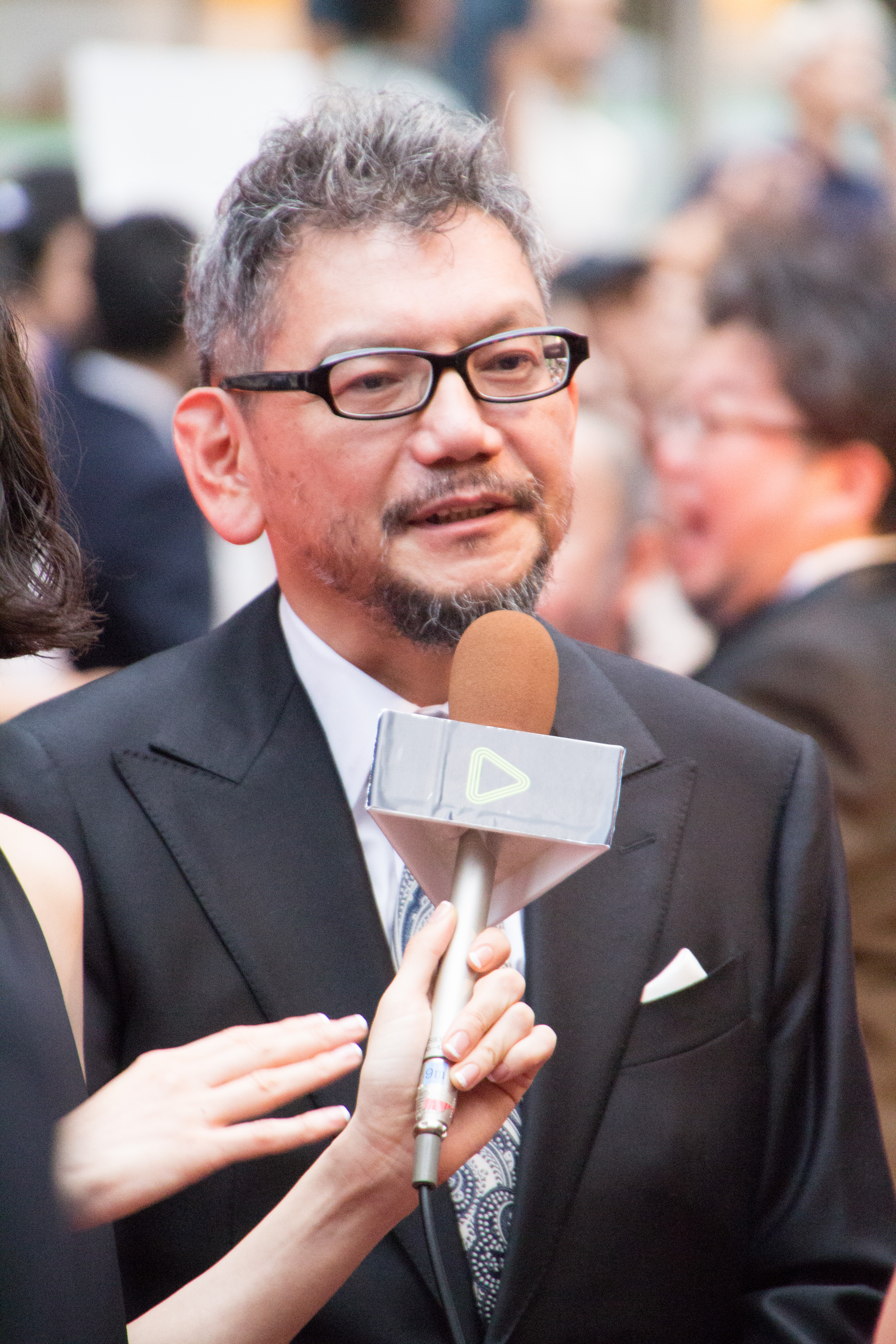
«[Misato è] una donna che fugge via dalle responsabilità e che vive la vita con tanta leggerezza da permettere a malapena la possibilità di un contatto umano. [Sia lei sia Shinji] sono persone estremamente spaventate dall'idea di poter essere feriti, e ambedue inadatti (mancando di un atteggiamento positivo) a essere definiti eroi»
―Hideaki Anno

Come altri personaggi di Evangelion Misato ha un difficile passato, un rapporto complicato con i genitori separati, difficoltà relazionali e traumi emotivi. Le sofferenze e i tormenti della donna affondano le radici nel rapporto con il padre; il dottor Katsuragi ha trascurato i bisogni di sua moglie e quelli di sua figlia, sacrificandosi però per salvarle la vita. La scomparsa della figura paterna le ha causato un trauma psichico, portandola a perdere il dono della parola per alcuni anni e ad agire in modo malsano nei confronti degli altri uomini. Pur cercando di non vivere all'ombra del genitore, Misato ritrova sé stessa seguendone le orme; una volta superata l'afasia la donna entra nella Nerv cercando di distruggere gli angeli, accusati di essere gli uccisori di suo padre, per potersi vendicare e liberare di quella che lei stessa definisce «maledizione». L'atteggiamento di Misato è stato imputato a un complesso di Elettra; ella cerca inconsciamente suo padre nella figura di Kaji, in un atto compensativo volto a colmare il vuoto generato dalla scomparsa del genitore. Dopo due anni di relazione, notando i motivi inconsci dietro i suoi atteggiamenti e intimorita dalla somiglianza fra i due uomini, la donna decide di lasciare il fidanzato con una scusa.
Nel venticinquesimo episodio è presente un lungo monologo interiore del personaggio, durante il quale riaffiorano tutti i suoi conflitti interni e i ricordi rimossi del proprio passato. Durante l'infanzia ha cercato di essere, secondo le sue stesse parole, una «brava bambina» e di aiutare la madre, anche lei trascurata dal padre, ma una volta diventata adulta ha provato un senso di disgusto per il suo comportamento servile. Tutto ciò l'ha portata a volersi «sporcare» attraverso la relazione sessuale stretta con Kaji, l'unica persona a cui sembra mostrarsi genuinamente. Nonostante rifiuti il Perfezionamento, attraverso il quale le anime di tutti gli esseri umani si unirebbero in un unico essere in sé completo, nel suo profondo anela alla «pace», cercando rifugio nella figura di Kaji.
Il suo rapporto con Shinji invece è stato paragonato a quello fra una madre e il proprio figlio, una sorella maggiore e un fratello minore, un'adulta e un bambino, un superiore e un subordinato e fra due amanti. Come sottolineato da Kazuya Tsurumaki, assistente alla regia di Evangelion, nei primi episodi i due discutono mantenendo un atteggiamento «distaccato» e laconico, senza guardarsi l'un l'altra; Misato nelle prime puntate della serie parla a Shinji senza entrare nella sua stanza, come «se i due guardassero attraverso una porta appena aperta, sconnessi». Yūichirō Oguro, curatore di alcuni contenuti delle edizioni home video della serie, ha notato come nel corso della serie i personaggi tendano a non guardarsi negli occhi nei primi episodi, incluse Misato e Ritsuko, mentre Shinji e Misato nella seconda puntata hanno più volte un contatto visivo diretto. Anne Billson, scrittrice per la testata inglese The Guardian, ha invece notato come Misato spesso spinga il proprio sedere o i propri seni verso Shinji; questi scorci però sono rappresentati «dal punto di vista di Shinji».
Shinji Higuchi, membro del personale della serie, ha descritto la relazione fra Shinji e Misato come «un rapporto temporaneo che potrebbe svanire in qualsiasi momento». In un'intervista Hideaki Anno invece sostenne di non essere sicuro se Kaji sia o meno la persona che Misato ama veramente; Misato secondo lui non potrebbe essere felice restando con Kaji e «potrebbe innamorarsi di Shinji». In una scena del ventitreesimo episodio la donna entra nella camera da letto di Shinji dopo la morte di Rei Ayanami, sua compagna di classe. Misato cerca di toccargli la mano e consolarlo, ma lui scansa il suo tocco; secondo i filmbook della serie infatti ella potrebbe essere sul punto di offrirgli il proprio corpo per consolarlo e ingannare la sua solitudine. Secondo un opuscolo ufficiale del lungometraggio The End of Evangelion inoltre lei è stata per molti aspetti la prima donna di Shinji. Durante la pellicola i due coinquilini si salutano per l'ultima volta, e Misato bacia il giovane sulle labbra, donandogli il suo pendente a forma di croce. Oguro ha notato come nel penultimo episodio della serie Misato venga messa a nudo e vengano rivelate le ragioni del suo comportamento vivace e d'azione, mentre in The End diventi di nuovo il fulcro dell'episodio, ma morendo nel tentativo di salvare Shinji e con un rappresentazione opposta a quella del finale della serie classica. Per Oguro, come per Anno, Misato sarebbe una donna abituata a vivere le relazioni interpersonali con superficialità, ma secondo Oguro nel finale avrebbe probabilmente cercato per la prima volta «di farsi coinvolgere dagli altri».

## Riferimenti culturali e interpretazioni
«La Nerv è soltanto un gruppo di dilettanti. Sembra un esercito, ma in realtà non lo è, e non volevo dare l'idea di un'organizzazione militare. Trovo strano che le riviste di animazione abbiano descritto Misato come un "abile soldato". Credo che sia brava in molte cose, ma sicuramente non come militare. Alla fine le sue strategie sono fatte a casaccio. È soltanto molto fortunata. Sinceramente, l'unica persona che pianifica un po' le sue strategie è Ritsuko. Misato invece confonde spesso soggettivo e oggettivo, e nel suo modo di fare mi somiglia in molte cose. [...] E poi non è così intransigente come viene descritta, esattamente come la Nerv.»

— Hideaki Anno
In una scena della terza puntata della serie Misato discute con l'amica Ritsuko Akagi del dilemma del porcospino di Arthur Schopenhauer, evidenziando il suo particolare punto di vista in merito alle relazioni umane e alla comunicazione, secondo il quale «crescere in fondo è un continuo provare ad avvicinarsi e allontanarsi l'un l'altro, finché non si trova la distanza giusta per non ferirsi a vicenda». Lei e il giovane Shinji finiscono con il ferirsi a vicenda come i porcospini di Schopenhauer, continuando però ad avere bisogno l'uno dell'altra per non soffocare nella solitudine. Entrambi i personaggi sono attanagliati da tormenti, da paure e da difficoltà sociali. Misato stessa, vittima del dilemma, non riesce a esprimere apertamente i suoi sentimenti e durante il quarto episodio finisce per respingere il ragazzo. Nella sequenza finale della puntata però i due personaggi sembrano riuscire ad avvicinarsi senza farsi del male, superando il dilemma di Schopenhauer. Anthony Gramuglia di Anime Feminist, analizzando la sua caratterizzazione e il suo stile di vita, ha fatto un parallelismo con la cosiddetta generazione perduta giapponese e i Millennials, o generazione Y, che dopo lo scoppio della bolla speculativa giapponese ha dovuto lottare per trovare un alloggio e tende a essere sottopagata rispetto alla mole di lavoro che svolge.

Misato porta al collo un pendente a forma di croce greca

Il ricercatore italiano Fabio Bartoli ha notato una dicotomia fra i personaggi di Misato e di Ritsuko, associando Misato allo spirito dionisiaco, alla sephirah Cochkmah e al padre, sua figura genitoriale di riferimento, e Ritsuko allo spirito apollineo, a Binah e alla madre, a cui sembra essere più legata. Dei tratti caratteriali di Shinji e Misato inoltre sono stati associati dalla critica al disturbo borderline di personalità; Misato è impulsiva, sessualmente promiscua ed è spaventata dall'idea di essere abbandonata e lasciata sola, proprio come una persona affetta dal disturbo d'umore
Secondo il libro Neon Genesis Evangelion: The Unofficial Guide, scritto da Kazuhisa Fujie e Martin Foster, nel nome di Misato è presente la parola giapponese ミサ (?, misa), traducibile in "messa", un possibile riferimento ai suoi indumenti scuri e al pendente a forma di croce che porta costantemente al collo. Il personaggio inoltre è al centro di alcune riflessioni epistemologiche già presenti in delle opere precedenti della Gainax. Misato nel settimo e nel dodicesimo episodio dà prova di nutrire ottimismo nelle potenzialità dell'uomo, sottolineando i limiti della scienza e delle previsioni probabilistiche. La sua posizione filosofica è riassunta in uno dei suoi motti, «Il valore di un miracolo diventa reale solo dopo che il miracolo è stato compiuto»; la frase, oltre a rifiutare ogni atteggiamento fatalista e rassegnato, si riferisce alla sua esperienza personale, essendo lei stata miracolosamente messa in salvo dal padre al polo sud. Delle espressioni equivalenti si possono trovare nel sesto episodio di Punta al top! Gunbuster e nella ventunesima puntata di Nadia - Il mistero della pietra azzurra, due opere dirette dallo stesso Anno. Per lo scrittore Dennis Redmond Misato sarebbe basata su Nadia Arwol de Il mistero della pietra azzurra, mentre Akio Nagatomi di The Animé Café l'ha paragonata a Kazumi Amano di Gunbuster. Anche il tema del conflitto con la figura paterna è presente nelle precedenti opere di Anno.

## Accoglienza
«Non me l'aspettavo. In Giappone Rei è di gran lunga la favorita. [I giapponesi] non riescono a gestire donne forti come Misato o Asuka.»

— Hideaki Anno nel 1996, quando gli venne detto che il pubblico americano tendeva a favorire Misato
Dopo la conclusione della serie Misato si posizionò all'ottavo posto fra i personaggi femminili più popolari del momento nell'Anime Grand Prix del 1996, un grande sondaggio condotto annualmente dalla rivista giapponese Animage. Nei due successivi Anime Grand Prix riuscì a restare fra i primi venti; nel 1997 rimase all'ottavo posto, mentre nel 1998 scese al tredicesimo. Misato, inoltre, rimase per tutto il 1997 nelle classifiche mensili della rivista, piazzandosi costantemente fra i trenta personaggi più popolari. Nel 1998 il periodico lo inserì al ventisettesimo posto fra i centi personaggi più popolari. Nel 2013 venne eletta sesto personaggio femminile più sensuale dell'animazione giapponese dagli utenti del sito Animanga.ru.
Nel 2014 il sito Charapedia condusse un'indagine sui personaggi animati più adatti a essere membri di una "famiglia ideale", in cui Misato emerse quinta. L'anno seguente invece lo stesso sito chiese ai propri utenti quale personaggio animato vorrebbero come capo; nella classifica dei personaggi più votati raggiunse il 28º posto. Sondaggio simile, limitato ai personaggi femminili, è stato proposto nel 2018 da Anime! Anime, occasione in cui Misato ha conquistato il primo posto. Ad agosto dello stesso anno il sito Goo Ranking ha chiesto a più di seimila appassionati quale fosse il più attraente personaggio "materno" dell'animazione nipponica, indagine in cui arrivò terza; in precedenza Misato era apparsa in due sondaggi dello stesso sito sui migliori personaggi femminili "alcolisti" e con il ruolo di "sorella maggiore", vincendo in entrambi i casi il primo posto. Nel 2020 NHK ha chiesto a un largo numero di appassionati di Eva quale fosse il loro personaggio preferito della serie e Misato ha guadagnato il quinto posto. Negli Stati Uniti, secondo la rivista Animerica, la sua popolarità l'ha portata a diventare il personaggio femminile più apprezzato della serie, sorpassando Rei Ayanami e Asuka.

### Critica
La critica è stata generalmente positiva sul personaggio di Misato. Ella, secondo lo scrittore Kazuhisa Fujie, è «il personaggio meglio descritto di Evangelion». Il sito Niconico l'ha inserita al primo posto fra i personaggi animati più adatti a svolgere il ruolo di sorella maggiore, apprezzando sia il suo disordinato e affettuoso atteggiamento casalingo, sia il suo sangue freddo militare. Kara Dennison di Crunchyroll lo ha definito un personaggio estremamente «sottovalutato», mentre il sito web Urban Cinefile l'ha descritta come un personaggio «audace, deciso, innovativo».
I siti Screen Rant e Comic Book Resources lo hanno inserito fra i migliori personaggi della serie. Kenneth Lee, recensore di Anime News Network, ha invece trovato la sua caratterizzazione poco efficace, lamentandosi della mancanza di spiegazioni convincenti circa l'uscita di Misato dai suoi anni di afasia. Theo Kogod di Comic Book Resources ha criticato la sua scelta di prendere in custodia Asuka e Shinji. Ulteriori critiche furono sollevate per alcune scene del ventesimo episodio, in cui Misato intrattiene un rapporto sessuale con Kaji, e alcuni suoi approcci sessualmente impliciti con il quattordicenne Shinji. Morgan Lewis di Vgculturehq.com ha invece elogiato la sua relazione con Shinji e l'approccio umano che mantiene nei suoi confronti, sino a definirlo il miglior personaggio della serie. Ajay Aravind di Comic Book Resources ha citato il bacio fra Shinji e Misato fra le scene che hanno cambiato per sempre il panorama dell'animazione giapponese; il suo collega Devin Meenan ha espresso un parere simile, descrivendola come «una delle scene più belle» di The End of Evangelion. Per Alex Boruff di 25 Years Later la loro è la relazione più importante di Eva, e «non rientra in nessun archetipo convenzionale relazionale»; secondo Boruff, inoltre, «parte di ciò che rende la loro dinamica così affascinante è la sua ambiguità».
Anche il suo ruolo nel Rebuild of Evangelion ha attirato critiche ed elogi da parte dei recensori. Per Angelo Delos Trinos di Comic Book Resources, ad esempio, la sua caratterizzazione nel Rebuild sarebbe minima se confrontata «con la profondità e la complessità» della serie classica. Alcuni appassionati inoltre non hanno apprezzato i cambiamenti introdotti nella pellicola Evangelion: 3.0 You Can (Not) Redo. Secondo il sito Everyeye.it il suo ruolo «assume tinte distopiche e meditabonde, annacquate da un inesplicabile silenzio». Anche la rivista Anime Reign ha espresso un parere negativo, ritenendo il suo ruolo poco esplorato e in ombra. Opinione diametralmente opposta è stata espressa dal sito web Japanator, secondo il quale è «affascinante vedere Misato slegata dalle catene della Nerv», sottolineando la «coerenza» dei cambiamenti, trovandoli attinenti allo spirito del Rebuild of Evangelion. Più positiva è stata l'accoglienza del suo ruolo nell'ultimo capitolo della saga, Evangelion: 3.0+1.0 Thrice Upon a Time. Per Hanrique Padula di IGN Misato e gli altri personaggi di Evangelion guadagnerebbero nella pellicola sfaccettature mai viste prima, raggiungendo così punti mai raggiunti nella serie originale. Animeclick.it ha apprezzato lo «splendido» abbraccio finale fra lei e Shinji. Anche Reuben Baron di Comic Book Resources ha accolto positivamente le rivelazioni presentate nel lungometraggio, dicendo: «3.0+1.01 offre abbastanza dettagli sulle esperienze vissute da Misato durante il salto temporale [di 3.0] da darle un arco emotivo più convincente».

## Influenza culturale emerchandising

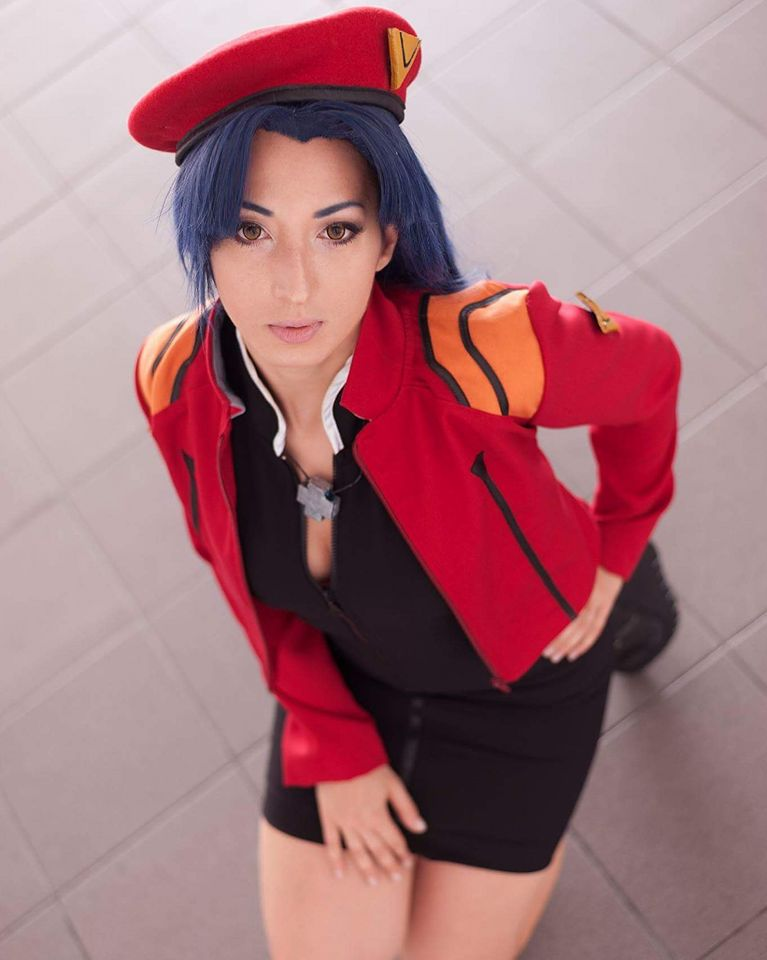
Un cosplay di Misato

Il personaggio di Misato è stato usato per diversi articoli di merchandising, come giocattoli, modellini collezionabili, action figure, alcolici, occhiali, fondine per pistole e articoli di abbigliamento. Oltre che nei videogiochi tratti dalla serie animata originale Misato è stata usata in media non appartenenti al franchise di Evangelion, come nei videogiochi Monster Strike, Super Robot Wars, Tales of Zestiria, Puzzle & Dragons, Keri hime sweets, Summons Board, Pazudora, Puyopuyo!! Quest, The Battle Cats e in un episodio dell'anime Shinkansen henkei robo Shinkalion.
Nel giugno del 2009 le società Bandai Namco Entertainment e Cellius pubblicarono un programma chiamato Misato Katsuragi's Reporting Plan, in cui il personaggio di Misato annunciava tramite un simulatore vocale le notizie più importanti della giornata. Il programma rimase attivo fino al giugno dell'anno successivo. Misato è stata usata anche per delle campagne pubblicitarie della Japanese Racing Association e per delle funzionalità del 500 Type Eva, un treno ad alta velocità dedicato a Evangelion.
Misato viene parodiata nel manga Jujutsu kaisen, nel quale è presente un riferimento alla foto che dà a Shinji visibile nel primo episodio della serie. L'attrice Natsuki Katō l'ha omaggiata facendone un cosplay; nel 2015 ha indossato i suoi panni durante un annuncio ufficiale del grupoi Hakuto di una missione spaziale volta a spedire una replica in miniatura della lancia di Longinus sul suolo lunare, concepita all'interno della competizione Google Lunar X Prize.
Hiroyasu Ishida, regista di Penguin Highway, l'ha citata tra le influenze per l'ideazione della sorella maggiore di Aoyama, protagonista del lungometraggio. Secondo Kazuya Tsurumaki, inoltre, Sadamoto potrebbe avere inizialmente pensato a Misato per l'ideazione di Haruko Haruhara di FLCL. Hajime Isayama, autore de L'attacco dei giganti, ha attinto il nome di Mikasa Ackermann dall'omonima nave da guerra, pensando al cognome di Misato, Ritsuko o quello di Yuki Nagato de La malinconia di Haruhi Suzumiya, tutti attinti da navi da guerra; egli seguì lo stesso schema per quello di Mikasa, con l'idea che nomi simili portassero successo ai rispettivi personaggi. I critici hanno trovato delle affinità con Misato in personaggi femminili seguenti, come Chain Sumeragi di Blood Blockade Battlefront, Yoko Littner di Sfondamento dei cieli Gurren Lagann, Kazuki Kuwanomi di Plastic Memories, Haruka Shitow di RahXephon e Talho Yūki di Eureka Seven.